# Boogschieten op de Olympische Zomerspelen 2004

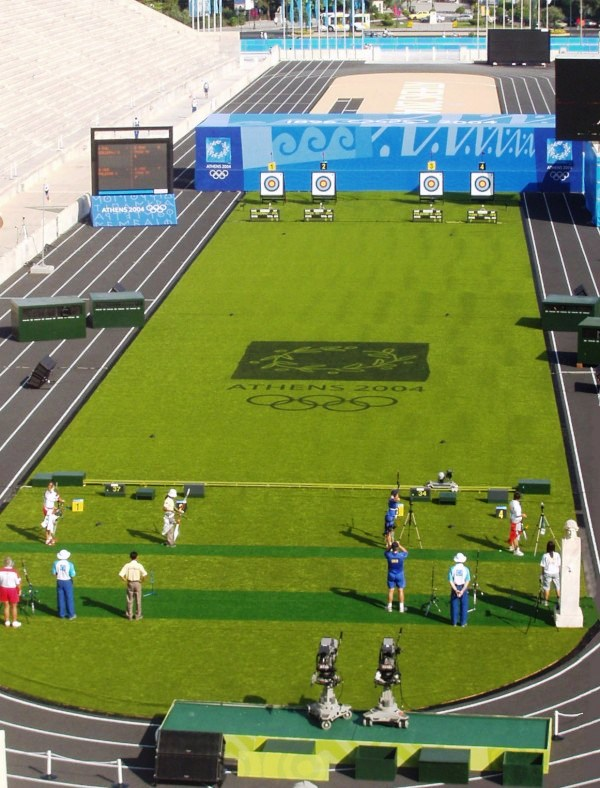
Boogschietwedstrijd tijdens de Olympische Zomerspelen 2004

Boogschieten is een van de sporten die beoefend werden tijdens de Olympische Zomerspelen 2004 in Athene. De boogschietonderdelen werden afgewerkt in het Panathinaiko Stadion (Kallimarmaro). Het boogschieten begon op 12 augustus en eindigde op 21 augustus. Er werd gestreden om 4 gouden medailles.
Bij het boogschieten op de Olympische Spelen staan de doelen op een afstand van 70 meter en is de diameter van het doel 122 cm. Iedere boogschutter heeft 40 seconden om iedere pijl af te vuren. Elk land mocht maar maximaal 3 schutters afvaardigen.
Er werd eerst een selectieronde gehouden waarin de boogschutters 6 bosjes van 12 pijlen afschoten aan de hand van de resultaten hierin kregen de schutters een plaatsingsnummer. Tijdens de 1e eliminatieronde speelden de hooggeplaatste schutters tegen de laaggeplaatste. In de eerste drie eliminatierondes werden er 6 bosjes van 3 pijlen geschoten in de laatst drie rondes werden er telkens 4 bosjes van 3 pijlen geschoten.
In de teamrondes deden er 11 teams mee, bestaande uit de boogschutters die meededen in de individuele ronden. Hun beginrang werd bepaald door de resultaten in de plaatsingsronde van de 3 schutters bij elkaar op te tellen.

## Heren

### individueel
| rang   | sporter          | land |
| ------ | ---------------- | ---- |
| Goud   | Marco Galiazzo   | ITA  |
| Zilver | Hiroshi Yamamoto | JPN  |
| Brons  | Tim Cuddihy      | AUS  |
| 4      | Larry Godfrey    | GBR  |
| 5      | Park Kyung-mo    | KOR  |
| 6      | Im Dong-hyun     | KOR  |
| 7      | Chen Szu-Yuan    | TPE  |
| 8      | Vic Wunderle     | USA  |

Nederlandse deelnemers:
- Wietse van Alten
- Pieter Custers
- Ron van der Hoff

#### Ronde voor het bepalen van de ranglijst
Gehouden om 17.00 op 12 augustus op de Dekelia Luchtmachtbasis
Alle deelnemers moesten 72 pijlen afschieten waarmee een maximum van 720 punten kon worden gehaald. Tijdens de ranglijstronde haalde de Zuid-Koreaan Im Dong-Hyun een nieuw wereldrecord voor 72 pijlen namelijk 687 punten. Nadat de ranglijst bepaald was werden de schutters voor de eerste ronde aan elkaar gekoppeld.
| Eind Ranglijst | Rang Ronde Rang | Naam                      | Land                | Rang Ronde Score | 1/32 | 1/16 | 1/8      | Kwart- finale | Halve Finale | Finale |
| -------------- | --------------- | ------------------------- | ------------------- | ---------------- | ---- | ---- | -------- | ------------- | ------------ | ------ |
| 1              | 3               | Marco Galiazzo            | Italië              | 672              | 156  | 164  | 162      | 109           | 110          | 111    |
| 2              | 9               | Hiroshi Yamamoto          | Japan               | 664              | 155  | 162  | 168      | 111           | 115          | 109    |
| 3              | 12              | Tim Cuddihy               | Australië           | 663              | 148  | 164  | 166      | 112           | 115          | 113    |
| 4              | 31              | Larry Godfrey             | Verenigd Koninkrijk | 650              | 157  | 163  | 167      | 110           | 108          | 112    |
| 5              | 4               | Park Kyung-Mo             | Zuid-Korea          | 672              | 154  | 164  | 173 (OR) | 111           |              |        |
| 6              | 1               | Im Dong-Hyun              | Zuid-Korea          | 687 (WR)         | 152  | 171  | 167      | 110           |              |        |
| 7              | 10              | Szu Yuan Chen             | Taiwan              | 663              | 136  | 170  | 169      | 108           |              |        |
| 8              | 43              | Vic Wunderle              | Verenigde Staten    | 639              | 145  | 164  | 165      | 108           |              |        |
| 9              | 45              | Anton Prylepau            | Wit-Rusland         | 638              | 141  | 155  | 166      |               |              |        |
| 10             | 48              | Satyadev Prasad           | India               | 634              | 155  | 158  | 165      |               |              |        |
| 11             | 5               | Jang Yong Ho              | Zuid-Korea          | 671              | 162  | 166  | 165      |               |              |        |
| 12             | 27              | Haifeng Xue               | China               | 653              | 162  | 162  | 164      |               |              |        |
| 13             | 15              | Viktor Roeban             | Oekraïne            | 660              | 157  | 167  | 162      |               |              |        |
| 14             | 7               | Balzjinima Tsyrempilov    | Rusland             | 668              | 148  | 162  | 161      |               |              |        |
| 15             | 25              | Oleksandr Serdjoek        | Oekraïne            | 654              | 164  | 165  | 160      |               |              |        |
| 16             | 19              | Ilario di Buò             | Italië              | 659              | 151  | 164  | 155      |               |              |        |
| 17             | 18              | Cheng Pang Wang           | Taiwan              | 659              | 159  | 167  |          |               |              |        |
| 18             | 29              | Stanislav Zabrodski       | Kazachstan          | 651              | 145  | 164  |          |               |              |        |
| 19             | 8               | Hasse Pavia Lind          | Denemarken          | 666              | 158  | 164  |          |               |              |        |
| 20             | 30              | Juan René Serrano         | Mexico              | 651              | 148  | 163  |          |               |              |        |
| 21             | 21              | Michael Frankenberg       | Duitsland           | 657              | 140  | 163  |          |               |              |        |
| 22             | 37              | Takaharu Furukawa         | Japan               | 646              | 146  | 163  |          |               |              |        |
| 23             | 2               | Magnus Petersson          | Zweden              | 673              | 158  | 162  |          |               |              |        |
| 24             | 6               | Dmytro Hratsjov           | Oekraïne            | 671              | 154  | 161  |          |               |              |        |
| 25             | 26              | Jonas Andersson           | Zweden              | 653              | 160  | 160  |          |               |              |        |
| 26             | 11              | Liu Ming Huang            | Taiwan              | 663              | 148  | 160  |          |               |              |        |
| 27             | 14              | Wieste van Alten          | Nederland           | 661              | 152  | 160  |          |               |              |        |
| 28             | 42              | Hristov Yavor             | Bulgarije           | 641              | 133  | 159  |          |               |              |        |
| 29             | 33              | Alexandros Karageorgiou   | Griekenland         | 647              | 147  | 159  |          |               |              |        |
| 30             | 49              | Ron van der Hoff          | Nederland           | 633              | 145  | 155  |          |               |              |        |
| 31             | 24              | Michele Frangilli         | Italië              | 654              | 153  | 154  |          |               |              |        |
| 32             | 52              | Tashi Peljor              | Bhutan              | 627              | 161  | 152  |          |               |              |        |
| 33             | 34              | Hasan Orbay               | Turkije             | 647              | 155  |      |          |               |              |        |
| 34             | 38              | Jorge Pablo Chapoy        | Mexico              | 645              | 153  |      |          |               |              |        |
| 35             | 51              | Ricardo Merlos            | El Salvador         | 630              | 151  |      |          |               |              |        |
| 36             | 39              | David Barnes              | Australië           | 641              | 151  |      |          |               |              |        |
| 37             | 17              | Yuji Hamano               | Japan               | 660              | 150  |      |          |               |              |        |
| 38             | 56              | Franck Fisseux            | Frankrijk           | 622              | 147  |      |          |               |              |        |
| 39             | 46              | Mattias Eriksson          | Zweden              | 637              | 146  |      |          |               |              |        |
| 40             | 54              | Ken Uprichard             | Nieuw-Zeeland       | 623              | 145  |      |          |               |              |        |
| 41             | 47              | John Magera               | Verenigde Staten    | 637              | 144  |      |          |               |              |        |
| 42             | 28              | Fujun Yong                | China               | 652              | 143  |      |          |               |              |        |
| 43             | 32              | Tarundeep Rai             | India               | 647              | 143  |      |          |               |              |        |
| 44             | 36              | Pieter Custers            | Nederland           | 646              | 141  |      |          |               |              |        |
| 45             | 41              | Lockoneco Lockoneco       | Indonesië           | 641              | 141  |      |          |               |              |        |
| 46             | 40              | Felipe Lopez              | Spanje              | 641              | 141  |      |          |               |              |        |
| 47             | 50              | Jonathan Ohayon           | Canada              | 632              | 140  |      |          |               |              |        |
| 48             | 61              | Rob Elder                 | Fiji                | 583              | 138  |      |          |               |              |        |
| 49             | 35              | Eduardo Avelino Magana    | Mexico              | 646              | 138  |      |          |               |              |        |
| 50             | 20              | Simon Fairweather         | Australië           | 658              | 137  |      |          |               |              |        |
| 51             | 13              | Jocelyn de Grandis        | Frankrijk           | 663              | 136  |      |          |               |              |        |
| 52             | 16              | Butch Johnson             | Verenigde Staten    | 660              | 135  |      |          |               |              |        |
| 53             | 44              | Dmitri Nevemerzjitski     | Rusland             | 639              | 135  |      |          |               |              |        |
| 54             | 58              | Georgios Kalogiannidis    | Griekenland         | 601              | 133  |      |          |               |              |        |
| 55             | 23              | Jacek Proc                | Polen               | 657              | 132  |      |          |               |              |        |
| 56             | 55              | Jeff Henckels             | Luxemburg           | 623              | 132  |      |          |               |              |        |
| 57             | 60              | Apostolos Nanos           | Griekenland         | 585              | 131  |      |          |               |              |        |
| 58             | 59              | Youssef Maged             | Egypte              | 599              | 128  |      |          |               |              |        |
| 59             | 22              | Majhi Sawaiyan            | India               | 657              | 128  |      |          |               |              |        |
| 60             | 53              | Thomas Naglieri           | Frankrijk           | 626              | 127  |      |          |               |              |        |
| 61             | 62              | Taumoepeau Sifa           | Tonga               | 563              | 122  |      |          |               |              |        |
| 62             | 57              | Ismail Essam              | Egypte              | 602              | 110  |      |          |               |              |        |
| 63             | 64              | Yehya Bundhun             | Mauritius           | 494              | 109  |      |          |               |              |        |
| 64             | 63              | Thiamphasone Phoutlamphay | Laos                | 557              | 95   |      |          |               |              |        |

#### 1e ronde
Gehouden op 16 augustus
Deze ronde elimineerde het veld van 64 naar 32 schutters. De verliezer kreeg een eindrankering van tussen de 33 en 64 afhankelijk van zijn score in deze ronde.
Elke schutter vuurde 6 sets van 3 pijlen voor een maximum score van 180 punten. De hoogste score werd behaald door Oleksandr Serdjoek uit Oekraïne met 164 punten.
De op de 43e plaats gerangschikte Vic Wunderle uit de Verenigde Staten versloeg verrassend de op de 22e plaats gerangschikte Majhi Sawaiyan uit India. De Nederlander Ron van der Hoff versloeg verrassend Butch Johnson uit de Verenigde Staten. De grootste schok werd veroorzaakt door de op de 52e plaats gerangschikte Tashi Peljor uit Bhutan hij versloeg de op de 13e plaats gerangschikte Jocelyn de Grandis uit Frankrijk.
- Im Dong-Hyun, Zuid-Korea 152-109 Yehya Bundhun, Mauritius
- Alexandros Karageorgiou, Griekenland 147-143 Tarundeep Rai, India
- Satyadev Prasad, India def. Yuji Hamano, Japan 155-150
- Ron van der Hoff, Nederland 145-135 Butch Johnson, Verenigde Staten
- Hiroshi Yamamoto, Japan 155-147 Franck Fisseux, Frankrijk
- Michele Frangilli, Italië 153-141 Lockoneco Lockoneco, Indonesië
- Oleksandr Serdjoek, Oekraïne 164-141 Felipe Lopez, Spanje
- Hasse Pavia Lind, Denemarken 158-110 Esam Sayed, Egypte
- Jang Yong-ho, Zuid-Korea 162-131 Apostolos Nanos, Griekenland
- Takaharu Furukawa, Japan 146-143 Yong Fujun, China
- Michael Frankenberg, Duitsland 140-135 Dmitri Nevmerzjitski, Rusland
- Tim Cuddihy, Australië 148-127 Thomas Naglieri, Frankrijk
- Tashi Peljor, Bhutan 161-136 Jocelyn de Grandis, Frankrijk
- Anton Prylepau, Wit-Rusland 141-137 Simon Fairweather, Australië
- Stanislav Zabrodski, Kazachstan 145-141 Pieter Custers, Nederland
- Park Kyung-Mo, Zuid-Korea 154-138 Rob Elder, Fiji
- Marco Galiazzo, Italië 156-122 Sifa Taumoepeau, Tonga
- Juan René Serrano, Mexico 148-138 Eduardo Avelino Magana, Mexico
- Ilario di Buò, Italië 151-146 Mattias Eriksson, Zweden
- Wietse van Alten, Nederland 152-151 Ricardo Merlos, El Salvador
- Liu Ming Huang, Taiwan 148-145 Ken Uprichard, Nieuw-Zeeland
- Vic Wunderle, Verenigde Staten 145-128 Majhi Sawaiyan, India
- Xue Haifeng, China 162-153 Jorge Pablo Chapoy, Mexico
- Dmytro Hratsjov, Oekraïne 154-128 Maged Youssef, Egypte
- Balzjinima Tsyrempilov, Rusland 148-133 Georgios Kalogiannidis, Griekenland
- Jonas Andersson, Zweden 160-151 David Barnes, Australië
- Yavor Hristov, Bulgarije 133-132 Jacek Proc, Polen
- Chen Szu Yuan, Taiwan 136-132 Jeff Henckels, Luxemburg
- Viktor Roeban, Oekraïne 157-140 Jonathan Ohayon, Canada
- Wang Cheng Pang, Taiwan 159-144 John Magera, Verenigde Staten
- Larry Godfrey, Verenigd Koninkrijk 157-155 Hasan Orbay, Turkije
- Magnus Petersson, Zweden 158-95 Phoutlamphay Thiamphasone, Laos

#### 2e ronde
Gehouden op 18 augustus
Deze ronde elimineerde het veld van 32 naar 16 schutters. De verliezer kreeg een eindrankering van tussen de 17 en 32 afhankelijk van zijn score in deze ronde. Net als in de eerste ronde vuurde elke schutter 6 sets van 3 pijlen voor een maximum score van 180 punten.
- Im Dong-Hyun, Zuid-Korea 171-159 Alexandros Karageorgiou, Griekenland
- Satyadev Prasad, India 158-155 Ron van der Hoff, Nederland
- Hiroshi Yamamoto, Japan 162-154 Michele Frangilli, Italië
- Oleksandr Serdjoek, Oekraïne 165-164 Hasse Pavia Lind, Denemarken
- Jang Yong-ho, Zuid-Korea 166-163 Takaharu Furukawa, Japan
- Tim Cuddihy, Australië 164-163 Michael Frankenberg, Duitsland
- Anton Prylepau, Wit-Rusland 155-152 Tashi Peljor, Bhutan
- Park Kyung-Mo, Zuid-Korea 164-164, 10-10, 10-9 Stanislav Zabrodski, Kazachstan
- Marco Galiazzo, Italië 164-163 Juan René Serrano, Mexico
- Ilario di Buò, Italië 164-160 Wietse van Alten, Nederland
- Vic Wunderle, Verenigde Staten 164-160 Liu Ming Huang, Taiwan
- Xue Haifeng, China 162-161 Dmytro Hratsjov, Oekraïne
- Balzjinima Tsyrempilov, Rusland 162-160 Jonas Andersson, Zweden
- Chen Szu Yuan, Taiwan 170-159 Yavor Hristov, Bulgarije
- Viktor Roeban, Oekraïne 167-167, 9-8 Wang Cheng Pang, Taiwan
- Larry Godfrey, Verenigd Koninkrijk 163-162 Magnus Petersson, Zweden

#### 1/16e finale
Gehouden op 18 augustus
Deze ronde elimineerde het veld van 16 naar 8 schutters. De verliezer kreeg een eindrankering van tussen de 9 en 16 afhankelijk van zijn score in deze ronde. Net als in de eerste ronde vuurde elke schutter 6 sets van 3 pijlen voor een maximum score van 180 punten.
- Im Dong-hyun, Zuid-Korea 167-165 Satyadev Prasad, India
- Hiroshi Yamamoto, Japan 168-160 Oleksandr Serdjoek, Oekraïne
- Tim Cuddihy, Australië 166-165 Jang Yong-ho, Zuid-Korea
- Park Kyung-mo, Zuid-Korea 173-166 Anton Prylepau, Wit-Rusland
- Marco Galiazzo, Italië 162-155 Ilario di Buò, Italië
- Vic Wunderle, Verenigde Staten 165-164 Xue Haifeng, China
- Chen Szu Yuan, Taiwan 169-161 Balzjinima Tsyrempilov, Rusland
- Larry Godfrey, Verenigd Koninkrijk 167-162 Viktor Roeban, Oekraïne

#### Kwartfinales
Gehouden op 19 augustus
Deze ronde elimineerde het veld van 8 naar 4 schutters. De verliezer kreeg een eindrankering van tussen de 5 en 8 afhankelijk van zijn score in deze ronde. In deze ronde vuurde elke schutter 4 sets van 3 pijlen voor een maximum score van 120 punten.
- Hiroshi Yamamoto, Japan 111-110 Im Dong-hyun, Zuid-Korea
- Tim Cuddihy, Australië 112-111 Park Kyung-mo, Zuid-Korea
- Marco Galiazzo, Italië 109-108 Vic Wunderle, Verenigde Staten
- Larry Godfrey, Verenigd Koninkrijk 110-108 Chen Szu Yuan, Taiwan

#### Halve finales
Gehouden op 19 augustus
In deze ronde vuurde elke schutter 4 sets van 3 pijlen voor een maximum score van 120 punten. De winnaars gaan door naar de finale. De verliezers streden om het brons.
- Hiroshi Yamamoto, Japan 115-115, 10-9 Tim Cuddihy, Australië
- Marco Galiazzo, Italië 110-108 Larry Godfrey, Verenigd Koninkrijk

#### 3e/4e plaats
Gehouden op 19 augustus
Dit was de strijd om de bronzen medaille. In deze ronde vuurde elke schutter 4 sets van 3 pijlen voor een maximum score van 120 punten.
- Tim Cuddihy, Australië 113-112 Larry Godfrey, Verenigd Koninkrijk

#### Finale
19 augustus
Dit is de strijd om het goud. In deze ronde vuurt elke schutter 4 sets van 3 pijlen voor een maximum score van 120 punten.
- Marco Galiazzo, Italië def. Hiroshi Yamamoto, Japan 111-109

### team
| rang   | sporters                                         | land |
| ------ | ------------------------------------------------ | ---- |
| Goud   | Im Dong-hyun Jang Yong-ho Park Kyung-mo          | KOR  |
| Zilver | Chen Szu-Yuan Liu Ming-Huang Wang Cheng-Pang     | TPE  |
| Brons  | Dmytro Hrachov Viktor Roeban Oleksandr Serdjoek  | UKR  |
| 4      | Butch Johnson Vic Wunderle John Hagera           | USA  |
| 5      | Wietse van Alten Pieter Custers Ron van der Hoff | NED  |
| 6      | Tim Cuddihy Simon Fairweather David Barnes       | AUS  |
| 7      | Marco Galiazzo Ilario di Buò Michele Frangilli   | ITA  |
| 8      | Hiroshi Yamamoto Yuji Hamano Takaharu Furukawa   | JPN  |

## Dames

### individueel
| rang   | sporter           | land |
| ------ | ----------------- | ---- |
| Goud   | Park Sung-hyun    | KOR  |
| Zilver | Lee Sung-jin      | KOR  |
| Brons  | Alison Williamson | GBR  |
| 4      | Yuan Shu-Chi      | TPE  |
| 5      | Yun Mi-jin        | KOR  |
| 6      | Wu Hui-Ju         | TPE  |
| 7      | Evangelia Psarra  | GRE  |
| 8      | He Ying           | CHN  |

#### Ronde voor het bepalen van de ranglijst
Gehouden om 09.00 op 12 augustus op de Dekelia Luchtmachtbasis
Alle deelnemers moesten 72 pijlen afschieten waarmee een maximum van 720 punten kon worden gehaald. De dames uit Zuid-Korea domineerden deze ronde en bezetten in het klassement de eerste 3 plaatsen. Park Sung-Hyun haalde gelijk een nieuw wereldrecord door 682 punten te scoren.
| Eind Ranglijst | Rang Ronde Rang | Naam                   | Land                | Rang Ronde Score | 1/32 | 1/16 | 1/8 | Kwart- finale | Halve Finale | Finale |
| -------------- | --------------- | ---------------------- | ------------------- | ---------------- | ---- | ---- | --- | ------------- | ------------ | ------ |
| 1              | 1               | Park Sung-Hyun         | Zuid-Korea          | 682 (WR)         | 154  | 165  | 171 | 111           | 110          | 110    |
| 2              | 2               | Lee Sung-Jin           | Zuid-Korea          | 675              | 164  | 166  | 165 | 104           | 104          | 108    |
| 3              | 21              | Alison Williamson      | Verenigd Koninkrijk | 637              | 147  | 154  | 165 | 109           | 100          | 105    |
| 4              | 6               | Shu Chi Yuan           | Taiwan              | 658              | 162  | 158  | 166 | 107           | 98           | 104    |
| 5              | 3               | Yun Mi-Jin             | Zuid-Korea          | 673              | 162  | 173  | 168 | 105           |              |        |
| 6              | 10              | Wu Hui Ju              | Taiwan              | 649              | 156  | 156  | 160 | 103           |              |        |
| 7              | 8               | Evangelia Psarra       | Griekenland         | 652              | 138  | 163  | 160 | 101           |              |        |
| 8              | 4               | Ying He                | China               | 667              | 141  | 158  | 156 | 89            |              |        |
| 9              | 19              | Jennifer Nichols       | Verenigde Staten    | 638              | 160  | 163  | 162 |               |              |        |
| 10             | 5               | Juanjuan Zhang         | China               | 663              | 135  | 166  | 161 |               |              |        |
| 11             | 17              | Naomi Folkard          | Verenigd Koninkrijk | 638              | 139  | 156  | 159 |               |              |        |
| 12             | 15              | Margarita Galinovskaja | Rusland             | 639              | 153  | 158  | 154 |               |              |        |
| 13             | 24              | Almudena Gallardo      | Spanje              | 631              | 148  | 152  | 152 |               |              |        |
| 14             | 7               | Justyna Mospinek       | Polen               | 657              | 162  | 163  | 151 |               |              |        |
| 15             | 43              | Reena Kumari           | India               | 620              | 153  | 134  | 148 |               |              |        |
| 16             | 52              | Kristin Jean Lewis     | Zuid-Afrika         | 606              | 141  | 157  | 142 |               |              |        |
| 17             | 25              | Zekiye Keskin Satir    | Turkije             | 631              | 135  | 161  |     |               |              |        |
| 18             | 14              | Tetjana Berezjna       | Oekraïne            | 640              | 160  | 160  |     |               |              |        |
| 19             | 29              | Melissa Jennison       | Australië           | 628              | 132  | 158  |     |               |              |        |
| 20             | 28              | Iwona Marcinkiewicz    | Polen               | 628              | 119  | 157  |     |               |              |        |
| 21             | 23              | Anja Hitzler           | Duitsland           | 632              | 163  | 156  |     |               |              |        |
| 22             | 18              | Cornelia Pfohl         | Duitsland           | 638              | 146  | 156  |     |               |              |        |
| 23             | 26              | Viktoria Beloslydtseva | Kazachstan          | 629              | 150  | 155  |     |               |              |        |
| 24             | 20              | Sumangala Sharma       | India               | 638              | 142  | 153  |     |               |              |        |
| 25             | 49              | Mari Piuva             | Finland             | 615              | 136  | 151  |     |               |              |        |
| 26             | 53              | Sayoko Kawauchi        | Japan               | 601              | 137  | 150  |     |               |              |        |
| 27             | 56              | Jasmin Figueroa        | Filipijnen          | 600              | 132  | 150  |     |               |              |        |
| 28             | 35              | Sayami Matsushita      | Japan               | 624              | 165  | 149  |     |               |              |        |
| 29             | 27              | Malgorzata Sobieraj    | Polen               | 628              | 151  | 149  |     |               |              |        |
| 30             | 33              | Natalia Bolotova       | Rusland             | 625              | 143  | 148  |     |               |              |        |
| 31             | 34              | Elpida Romantzi        | Griekenland         | 624              | 151  | 146  |     |               |              |        |
| 32             | 54              | Tshering Chhoden       | Bhutan              | 600              | 159  | 134  |     |               |              |        |
| 33             | 59              | Kateryna Palecha       | Oekraïne            | 595              | 158  |      |     |               |              |        |
| 34             | 30              | Alexandra Fouace       | Frankrijk           | 627              | 157  |      |     |               |              |        |
| 35             | 51              | Fotini Vavatsi         | Griekenland         | 609              | 156  |      |     |               |              |        |
| 36             | 11              | Lin Sang               | China               | 647              | 156  |      |     |               |              |        |
| 37             | 62              | Hanna Karasiova        | Wit-Rusland         | 588              | 155  |      |     |               |              |        |
| 38             | 42              | Damla Gunay            | Turkije             | 620              | 152  |      |     |               |              |        |
| 39             | 38              | Daw Thin Thin Khaing   | Myanmar             | 622              | 151  |      |     |               |              |        |
| 40             | 22              | Kristine Eseboea       | Georgië             | 636              | 149  |      |     |               |              |        |
| 41             | 39              | Deonne Bridger         | Australië           | 620              | 145  |      |     |               |              |        |
| 42             | 58              | Maydenia Sarduy        | Cuba                | 595              | 145  |      |     |               |              |        |
| 43             | 31              | Bérengère Schuh        | Frankrijk           | 626              | 143  |      |     |               |              |        |
| 44             | 32              | Mon Redee Sut Txi      | Maleisië            | 626              | 143  |      |     |               |              |        |
| 45             | 55              | Narguis Nabieva        | Tadzjikistan        | 600              | 142  |      |     |               |              |        |
| 46             | 46              | Puspitasari Rina Dewi  | Indonesië           | 616              | 141  |      |     |               |              |        |
| 47             | 50              | Jelena Dostaj          | Rusland             | 609              | 136  |      |     |               |              |        |
| 48             | 40              | Wiebke Nulle           | Duitsland           | 620              | 135  |      |     |               |              |        |
| 49             | 16              | Natalia Nasaridze      | Turkije             | 639              | 133  |      |     |               |              |        |
| 50             | 45              | Chen Li Ju             | Taiwan              | 617              | 133  |      |     |               |              |        |
| 51             | 41              | Chatoena Narimanidze   | Georgië             | 620              | 132  |      |     |               |              |        |
| 52             | 13              | Dola Banerjee          | India               | 642              | 131  |      |     |               |              |        |
| 53             | 9               | Natalia Valeeva        | Italië              | 650              | 130  |      |     |               |              |        |
| 54             | 61              | Helen Palmer           | Verenigd Koninkrijk | 594              | 130  |      |     |               |              |        |
| 55             | 12              | Natalia Boerdejna      | Oekraïne            | 643              | 129  |      |     |               |              |        |
| 56             | 47              | Marie-Pier Beaudet     | Canada              | 616              | 128  |      |     |               |              |        |
| 57             | 48              | Olga Pilipova          | Kazachstan          | 616              | 128  |      |     |               |              |        |
| 58             | 63              | Bahnasawy Lamia        | Egypte              | 564              | 127  |      |     |               |              |        |
| 59             | 60              | Aurore Trayan          | Frankrijk           | 594              | 122  |      |     |               |              |        |
| 60             | 44              | Janet Dykman           | Verenigde Staten    | 619              | 121  |      |     |               |              |        |
| 61             | 36              | Stephanie Arnold       | Verenigde Staten    | 623              | 121  |      |     |               |              |        |
| 62             | 57              | Jo-Ann Galbraith       | Australië           | 596              | 116  |      |     |               |              |        |
| 63             | 37              | Yukari Kawasaki        | Japan               | 622              | 106  |      |     |               |              |        |
| 64             | 64              | Mansour May            | Egypte              | 536              | 102  |      |     |               |              |        |

#### 1e ronde
Gehouden op 15 augustus
Deze ronde elimineerde het veld van 64 naar 32 schutters. De verliezer kreeg een eindrankering van tussen de 33 en 64 afhankelijk van zijn score in deze ronde.
Elke schutter vuurde 6 sets van 3 pijlen voor een maximum score van 180 punten.
Sayami Matsushita had de hoogste score met 165 punten.
De op de 54e plaats gerangschikte Tshering Chhoden uit Bhutan versloeg verrassend de op de 11e plaats gerangschikte Sang Lin uit China.
- Park Sung-Hyun, Zuid-Korea 154-102 Mansour May, Egypte
- Natalia Bolotova, Rusland 154-143 Mon Redee Sut Txi, Maleisië
- Naomi Folkard, Verenigd Koninkrijk 139-128 Olga Pilipova, Kazachstan
- Mari Piuva, Finland 136-133 Natalia Nasaridze, Turkije
- Jasmin Figueroa, Filipijnen 132-130 Natalia Valeeva, Italië
- Almudena Gallardo, Spanje 148-132 Chatoena Narimanidze, Georgië
- Zekiye Keskin Satir, Turkije 135-135, 10-7 Wiebke Nulle, Duitsland
- Evangelia Psarra, Griekenland 138-116 Jo-Ann Galbraith, Australië
- Juanjuan Zhang, China 135-122 Aurore Trayan, Frankrijk
- Iwona Marcinkiewicz, Polen 119-106 Yukari Kawasaki, Japan
- Alison Williamson, Verenigd Koninkrijk 147-121 Janet Dykman, Verenigde Staten
- Sayoko Kawauchi, Japan 137-129 Natalia Boerdejna, Oekraïne
- Kristin Jean Lewis, Zuid-Afrika 141-131 Dola Banerjee, India
- Sumangala Sharma, India 142-133 Chen Li Ju, Taiwan
- Melissa Jennison, Australië 132-121 Stephanie Arnold, Verenigde Staten
- Ying He, China 141-130 Helen Palmer, Verenigd Koninkrijk
- Yun Mi-Jin, Zuid-Korea 162-155 Hanna Karasiova, Wit-Rusland
- Sayami Matsushita, Japan 165-157 Alexandra Fouace, Frankrijk
- Jennifer Nichols, Verenigde Staten 160-141 Puspitasari Rina Dewi, Indonesië
- Tetjana Berezjna, Oekraïne 160-156 Fotini Vavatsi, Griekenland
- Tshering Chhoden, Bhutan 159-156 Lin Sang, China
- Reena Kumari, India 153-149 Kristine Eseboea, Georgië
- Malgorzata Sobieraj, Polen 151-151, 9-9, 9-9, 8*-8 Daw Thin Thin Khaing, Myanmar
- Shu Chi Yuan, Taiwan 162-158 Kateryna Palecha, Oekraïne
- Justyna Mospinek, Polen 162-145 Maydenia Sarduy, Cuba
- Viktoria Beloslydtseva, Kazachstan 150-145 Deonne Bridger, Australië
- Anja Hitzler, Duitsland 163-152 Damla Gunay, Turkije
- Wu Hui Ju, Taiwan 156-142 Narguis Nabieva, Tadzjikistan
- Margarita Galinovskaja, Rusland 153-136 Jelena Dostaj, Rusland
- Cornelia Pfohl, Duitsland 146-128 Marie-Pier Beaudet, Canada
- Elpida Romantzi, Griekenland 151-143 Bérengère Schuh, Frankrijk
- Lee Sung-Jin, Zuid-Korea 164-127 Bahnasawy Lamia, Egypte

#### 2e ronde
Gehouden op 17 augustus
Deze ronde elimineerde het veld van 32 naar 16 schutters. De verliezer kreeg een eindrankering van tussen de 17 en 32 afhankelijk van zijn score in deze ronde.
Net als in de eerste ronde vuurt elke schutter 6 sets van 3 pijlen voor een maximum score van 180 punten.
- Park Sung-Hyun, Zuid-Korea 165-148 Natalia Bolotova, Rusland
- Naomi Folkard, Verenigd Koninkrijk 156-151 Mari Piuva, Finland
- Almudena Gallardo, Spanje 152-150 Jasmin Figueroa, Filipijnen
- Evangelia Psarra, Griekenland 163-161 Zekiye Keskin Satir, Turkije
- Juanjuan Zhang, China 166-157 Iwona Marcinkiewicz, Polen
- Alison Williamson, Verenigd Koninkrijk 154-150 Sayoko Kawauchi, Japan
- Kirstin Jean Lewis, Zuid-Afrika 157-153 Sumangala Sharma, India
- Ying He, China 158-158, 9-8 Melissa Jennison, Australië
- Yun Mi-Jin, Zuid-Korea 173-149 Sayami Matsushita, Japan
- Jennifer Nichols, Verenigde Staten 163-160 Tetjana Berezjna, Oekraïne
- Reena Kumari, India 134-134, 7-4 Tshering Chhoden, Bhutan
- Shu Chi Yuan, Taiwan 158-149 Malgorzata Sobieraj, Polen
- Justyna Mospinek, Polen 163-155 Viktoria Beloslydtseva, Kazachstan
- Wu Hui Ju, Taiwan 156-156, 9-8 Anja Hitzler, Duitsland
- Margarita Galinovskaja, Rusland 158-156 Cornelia Pfohl, Duitsland
- Lee Sung-Jin, Zuid-Korea 166-146 Elpida Romantzi, Griekenland

#### 1/16e finale
Gehouden op 18 augustus
Deze ronde elimineerde het veld van 16 naar 8 schutters. De verliezer kreeg een eindrankering van tussen de 9 en 16 afhankelijk van zijn score in deze ronde.
Net als in de eerste ronde vuurt elke schutter 6 sets van 3 pijlen voor een maximum score van 180 punten.
- Park Sung-Hyun, Zuid-Korea 171-159 Naomi Folkard, Verenigd Koninkrijk
- Evangelia Psarra, Griekenland 160-152 Almudena Gallardo, Spanje
- Alison Williamson, Verenigd Koninkrijk 165-161 Juanjuan Zhang, China
- Ying He, China 156-142 Kristin Jean Lewis, Zuid-Afrika
- Yun Mi-Jin, Zuid-Korea 168-162 Jennifer Nichols, Verenigde Staten
- Shu Chi Yuan, Taiwan 166-148 Reena Kumari, India
- Wu Hui Ju, Taiwan 160-151 Justyna Mospinek, Polen
- Lee Sung-Jin, Zuid-Korea 165-163 Margarita Galinovskaja, Rusland

#### Kwartfinales
Gehouden op 18 augustus
Deze ronde elimineerde het veld van 8 naar 4 schutters. De verliezer kreeg een eindrankering van tussen de 5 en 8 afhankelijk van zijn score in deze ronde.
In deze ronde vuurt elke schutter 4 sets van 3 pijlen voor een maximum score van 120 punten.
- Park Sung-Hyun, Zuid-Korea 111-101 Evangelia Psarra, Griekenland
- Alison Williamson, Verenigd Koninkrijk 109-89 Ying He, China
- Shu Chi Yuan, Taiwan 107-105 Yun Mi-Jin, Zuid-Korea
- Lee Sung-Jin, Zuid-Korea 104-103 Wu Hui Ju, Taiwan

#### Halve finales
Gehouden op 18 augustus
In deze ronde vuurt elke schutter 4 sets van 3 pijlen voor een maximum score van 120 punten. De winnaars gaan door naar de finale. De verliezers strijden om het brons.
- Park Sung-Hyun, Zuid-Korea (110-100) Alison Williamson, Verenigd Koninkrijk
- Lee Sung-Jin, Zuid-Korea (104-98) Shu Chi Yuan, Taiwan

#### 3e/4e plaats
Gehouden op 18 augustus
Dit is de strijd om de bronzen medaille. In deze ronde vuurt elke schutter 4 sets van 3 pijlen voor een maximum score van 120 punten.
- Alison Williamson, Verenigd Koninkrijk (105-104) Shu Chi Yuan, Taiwan

#### Finale
18 augustus
Dit is de strijd om het goud. In deze ronde vuurt elke schutter 4 sets van 3 pijlen voor een maximum score van 120 punten.
- Park Sung-Hyun, Zuid-Korea 110-108 Lee Sung-Jin, Zuid-Korea

### team
| rang   | sporters                                            | land |
| ------ | --------------------------------------------------- | ---- |
| Goud   | Lee Sung-jin Park Sung-hyun Yun Mi-jin              | KOR  |
| Zilver | He Ying Zhang Juanjuan Lin Sang                     | CHN  |
| Brons  | Chen Li-Ju Wu Hui-Ju Yuan Shu-Chi                   | TPE  |
| 4      | Alexandra Fouace Bérengère Schuh Aurore Trayan      | FRA  |
| 5      | Evangelia Psarra Elpida Romantzi Fotini Vavatsi     | GRE  |
| 6      | Nataliya Burdeyna Tetyana Berezhna Kateryna Palekha | UKR  |
| 7      | Cornelia Pfohl Anja Hitzler Wiebke Nulle            | GER  |
| 8      | Dola Banerjee Sumangala Sharma Reena Kumari         | IND  |

## Medaillespiegel
| rang   | land             | goud | zilver | brons | totaal |
| ------ | ---------------- | ---- | ------ | ----- | ------ |
| 1      | Zuid-Korea       | 3    | 1      | 0     | 4      |
| 2      | Italië           | 1    | 0      | 0     | 1      |
| 3      | Chinees Taipei   | 0    | 1      | 1     | 2      |
| 4      | China            | 0    | 1      | 0     | 1      |
| 4      | Japan            | 0    | 1      | 0     | 1      |
| 6      | Groot-Brittannië | 0    | 0      | 1     | 1      |
| 6      | Australië        | 0    | 0      | 1     | 1      |
| 6      | Oekraïne         | 0    | 0      | 1     | 1      |
| totaal | totaal           | 4    | 4      | 4     | 12     |

Parijs 1900 · 
St. Louis 1904 · 
Londen 1908 · 
Antwerpen 1920 · 
München 1972 · 
Montréal 1976 · 
Moskou 1980 · 
Los Angeles 1984 · 
Seoel 1988 · 
Barcelona 1992 · 
Atlanta 1996 · 
Sydney 2000 · 
Athene 2004 · 
Peking 2008 · 
Londen 2012 · 
Rio de Janeiro 2016 · 
Tokio 2020 · 
Parijs 2024 · 
Los Angeles 2028
Medaillewinnaars 
Atletiek · Badminton · Basketbal · Boksen · Boogschieten · Gewichtheffen · Gymnastiek · Handbal · Hockey · Honkbal · Judo · Kanovaren · Moderne vijfkamp · Paardensport · Roeien · Schermen · Schietsport · Schoonspringen · Softbal · Synchroonzwemmen · Taekwondo · Tafeltennis · Tennis · Triatlon · Voetbal · Volleybal · Waterpolo · Wielersport · Worstelen · Zeilen · Zwemmen